# Jani Lehmann
Jani Lehmann (* 22. Juni 1948 in Frankfurt am Main) ist ein deutscher Kontrabassist des Gypsy-Jazz.
Lehmann, dessen älterer Bruder der Gitarrist Schmeling Lehmann ist, spielte zunächst in verschiedenen Ensembles mit seinem Cousin Schnuckenack Reinhardt und Bobby Falta. Seit 1973 gehörte er zum „neuen Quintett“ von Schnuckenack Reinhardt, mit dem er drei Alben einspielte, dann zum Zigeunerorchester Schnuckenack Reinhardt, mit dem das Album Pußtaklänge (Intercord 1975) entstand. 1977 gründete er mit  seinem Bruder und Wedeli Köhler den Hot Club da Sinti, mit dem er bis 1985 unterwegs war und auch auf dem gleichnamigen Album (1981) zu hören ist. In den letzten Jahren trat er sowohl mit dem Ensemble von Romeo Franz als auch dem Hot Club de Zigan von Schmitto Kling auf. Er ist auch an Klings Album Sunrise Sunset (2009) beteiligt.